# カルマン症候群
カルマン症候群（カルマンしょうこうぐん、英: Kallmann syndrome）は、嗅覚低下と低ゴナドトロピン性性腺機能低下を伴う疾患である。遺伝子疾患のひとつ。

## 概要
本疾患では嗅覚の低下が見られ、剖検例では嗅球形成不全が認められる。また、第二次性徴はほとんど見られない。本疾患は、性腺刺激ホルモン放出ホルモン（GnRH）が遺伝子異常により合成されないためにおこる。成長ホルモンは正常に分泌されるため身長などの発育は正常であり、そのため病識がない患者も多い。

## 治療
GnRHの投与を行う。これによってゴナドトロピンの分泌が改善され、第二次性徴が発現し、生殖機能も回復する。